# Kleine Festung Theresienstadt
Pour les articles homonymes, voir Theresienstadt (homonymie).

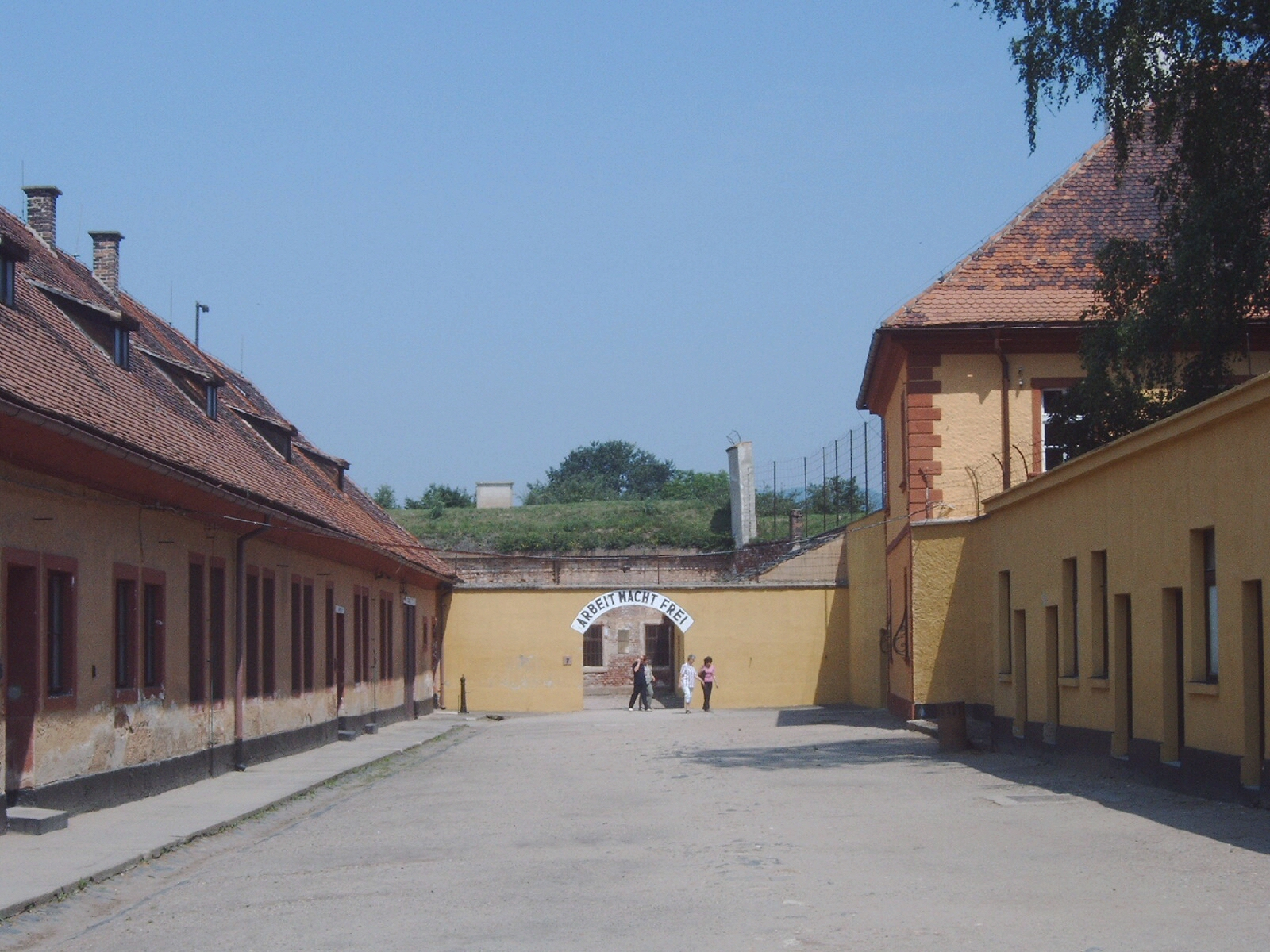
La cour administrative de la Kleine Festung

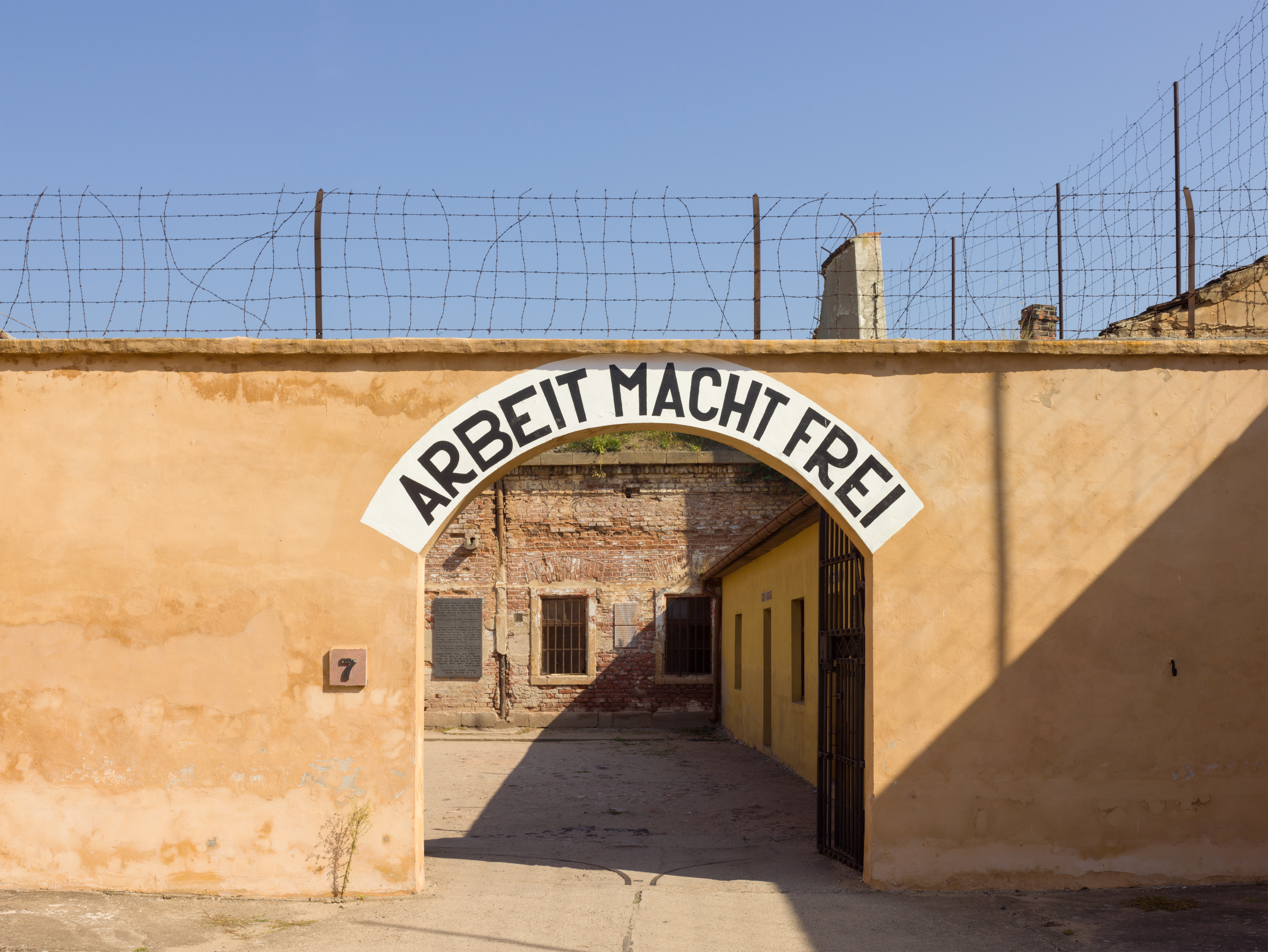
Inscription dans le „Hof I“ de la Kleine Festung

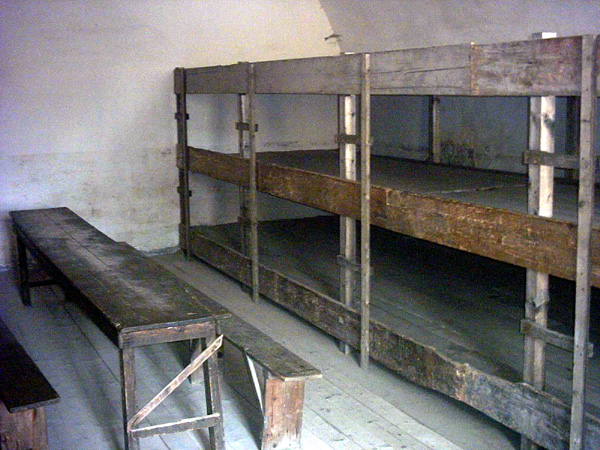
Dortoir dans la Kleine Festung

La Kleine Festung Theresienstadt est une partie de la forteresse de Theresienstadt, dans l'actuelle République tchèque. 
La kleine Festung (petite forteresse) fut déjà utilisée pendant la monarchie KuK comme prison, surtout pour les prisonniers politiques. À partir de 1940, la prison devient la principale prison de la Gestapo en Tchécoslovaquie.

## Quelques victimes
- Josef Beran (°1888 - †1969), archevêque de Prague.
- Rudolf Karel (°1880 - †1945), compositeur tchèque.
- Karel Kosík (°1926 - †2003), philosophe et philologue.
- Martin Finkelgruen (de) (°? - †10 décembre 1942), commerçant, "foudroyé" dans la "kleine Festung".
- Fancia Grün (1904-1945), résistante, Gemeinschaft für Frieden und Aufbau (de)
- Paul Thümmel (1902–1945), agent double
- Benno Wolf (de) (°1871 - †1943), spéléologue allemand.

## Les principaux bourreaux
- Heinrich Jöckel (de), SS-Hauptsturmführer, commandant, exécuté en 1946
- Wilhelm Schmidt, commandant en second, condamné à mort le 12 novembre 1946 et exécuté
- Rudolf Burian, gardien, exécuté en 1946
- Anton Malloth (1912–2002), gardien, condamné en 2001 à la réclusion à perpétuité par le tribunal régional de Munich pour l'assassinat d'un prisonnier
- Albert Neubauer, gardien, exécuté en 1946
- Stefan Rojko, gardien, condamné en 1963 à la réclusion à perpétuité par le tribunal régional de Graz pour meurtre et mauvais traitements ayant entraîné la mort sur des prisonniers politiques et des juifs
- Kurt Wachholz (de), gardien, condamné à mort en 1968 par le tribunal municipal de Berlin-est
- Julius Viel, condamné lors des procès des criminels de guerre de Ravensburg à 12 ans de prison pour crime de guerre.